# Gezinsweekblad
Een gezinsweekblad is een geïllustreerd tijdschrift dat wekelijks wordt uitgebracht en dat geschikt is voor alle leeftijden en seksen van de leden binnen het veronderstelde kerngezin. Een andere benaming voor gezinsweekblad is familieweekblad. Gezinsweekbladen werden populair in de jaren vijftig van de twintigste eeuw. Voorbeelden van populaire gezinsweekbladen uit die tijd zijn: Panorama, Katholieke Illustratie, Revue, De Uilenspiegel.